# Zvolenská Slatina, Zvolen
Zvolenská Slatina este o comună slovacă, aflată în districtul Zvolen din regiunea Banská Bystrica. Localitatea se află la altitudinea de 328 m deasupra n.m., se întinde pe o suprafață de 45,94 km2 și în 2017 număra 2.864 de locuitori.

## Istoric
Localitatea Zvolenská Slatina este atestată documentar din 1332.

## Demografie
| An:                | 1994 | 2004   | 2014   | 2024   |
| ------------------ | ---- | ------ | ------ | ------ |
| Număr de persoane: | 2548 | 2671   | 2830   | 2795   |
| Diferență:         |      | +4,82% | +5,95% | −1,23% |

| An:                | 2023 | 2024   |
| ------------------ | ---- | ------ |
| Număr de persoane: | 2760 | 2795   |
| Diferență:         |      | +1,26% |